# 2018 sur Internet
Cet article présente les faits marquants de l'année 2018 sur Internet.

## Évènements

### Mai
- 25 mai : Le règlement général sur la protection des données (RGPD) entre en application dans l'Union Européenne[1].

### Juin
- 4 juin : Microsoft officialise le rachat de Github, service web d'hébergement et de gestion de développement de logiciels, pour la somme de 7,5 milliards de dollars[2].
- 11 juin : la neutralité du Net prend officiellement fin aux États-Unis[3].

### Juillet
- 8 juillet : 2 000 000e article sur la version française de Wikipédia.